# Кытин, Фёдор Максимович
Фёдор Максимович Кытин (1926—1945) — красноармеец Рабоче-крестьянской Красной армии, участник Великой Отечественной войны, Герой Советского Союза (1945).

## Биография
Фёдор Кытин родился в 1926 году в селе Кобылинка (ныне — Кытино Ефремовского района Тульской области).
После окончания семи классов школы работал трактористом в колхозе. В 17 лет в ноябре 1943 года Кытин был призван на службу в Рабоче-крестьянскую Красную армию. С того же времени — на фронтах Великой Отечественной войны.
К январю 1945 года красноармеец Фёдор Кытин был сапёром 116-го отдельного инженерно-сапёрного батальона 61-й инженерно-сапёрной бригады 5-й ударной армии 1-го Белорусского фронта. Отличился во время освобождения Польши. 13 января 1945 года Кытин был обнаружен группой немецких солдат при возвращении с разминирования вражеского минного поля и тяжелораненным был захвачен в плен. Подвергался пыткам, но отказался сотрудничать с противником и был убит. Похоронен в польском городе Бялобжеги.
Из наградного листа к званию Героя Советского Союза:

...
Выполняя боевое задание по прорыву сильно укреплённой обороны противника в полосе 283 стрелкового полка 94 стрелковой дивизии, рядовому Кытину 14.1.1945 года поставлена была задача сделать проход в минном поле противника. Выполняя эту задачу, он проявил исключительный героизм и отвагу.
Пробираясь к траншее противника, он наткнулся на траншею боевого охранения, начал обход её. Противник обнаружил его и забросал его гранатами. Тов. Кытин подхватил две гранаты и бросил их обратно в окоп противника, где было убито 5 немецких солдат, в это время он был тяжело ранен в ногу. Превозмогая сильную боль, не обращая внимания на губительный огонь из пулемётов и миномётов, продолжал выполнение задачи.
Обойдя боевое охранение противника, он добрался до его первой траншеи, где проделал проход в минном поле, сняв и обезвредив 8 противотанковых мин.
При возвращении обратно он был обнаружен противником и захвачен в плен. Немцы начали пытать его, но т. Кытин, верный воинской присяге и Родине ни слова не сказал, какую задачу он выполнял, за что немцы его изрезали ножом и разорвали рот.
Утром войска, перейдя в наступление, прошли через проход, проделанный Кытиным, не имея потерь.
Достоин присвоения звания Герой Советского Союза посмертно.
Командир 116-го отдельного инженерно-сапёрного батальона гвардии майор Чуйко.
18 января 1945 года. — 
Указом Президиума Верховного Совета СССР от 27 февраля 1945 года красноармеец Фёдор Кытин посмертно был удостоен высокого звания Героя Советского Союза. Также посмертно был награждён орденом Ленина.

## Память
- В честь Кытина переименовано его родное село[1].
- Его имя увековечено в Главном Храме Вооружённых сил России, и навсегда запечатлено на мемориале «Дорога памяти»